# Gramps
A Gramps (Genealogical Research and Analyis Management Programming System) egy genealógiai program, amelynek segítségével egy családfa tagjairól szóló tudást lehet rögzíteni és elemezni. A program a GNOME-projekt része.

## A Gramps leírása
A programmal rögzíthető a néven és kapcsolatokon kívül számos esemény (születés, halálozás, házasság, keresztelő…) dátuma és helyszíne is. Galéria hozható létre a személyekhez és az eseményekhez.
A programmal különböző összesítő riportok készíthetőek. Említésre méltó a
- honlap, amely minden személynek, helyszínnek, forrásnak és médiának külön oldala van
- egy személy felmenőinek gráfja
- egy személy utódjainak gráfja
- egy személy felmenőinek legyeződiagramja (5 generációig vissza)
- a naptár, amely minden születési és házassági évfordulót feltüntet azzal együtt, hogy hány éve volt.

## Fájlformátumok
A GRAMPS program az adatokat alapértelmezetten a .gramps kierjesztésű XML alapú fájlformátumba menti. Ugyanakkor a létrehozott adatbázis a más genealógiai programok által általában felismert GEDCOM formátumban is menthető.